# Joseph Stacher
Joseph „Doc“ Stacher alias Joseph Oystacher (* 1902 in Letytschiw, Russisches Kaiserreich, heute Ukraine; † 28. Februar 1977 in München) war ein US-amerikanischer Mobster, der heute der Kosher Nostra zugerechnet wird.
Er soll Meyer Lansky und Lucky Luciano bei der Zusammenarbeit zwischen der jüdischen Kosher Nostra und der italienischen La Cosa Nostra unterstützt haben, die dazu führte, dass Meyer Lansky einen Sitz in der Kommission, einem obersten Mafia-Gremium, des National Crime Syndicate bekam.

## Leben
1912 emigrierte die Familie aus der Ukraine in die USA und lebte in Newark (New Jersey). Stacher wurde bekannt als Dieb, der seine Beute von Sackkarren etc. stahl. Er verkürzte seinen Familiennamen von Oystacher auf Stacher. Er lernte die Gangster Meyer Lansky und Abner Zwillman kennen. In den 1920er beteiligte er sich an den Glücksspielaktivitäten von Zwillman.
1931 war Stacher Lansky bei der Organisation eines Treffens von „Kosher Nostras“ im Franconia Hotel behilflich, welches heute als Auftakt für die Bildung des National Crime Syndicate gewertet werden kann. Dieses Mafia-Gremium wurde nach dem blutigen Mafia-Krieg (Krieg von Castellammare) gegründet und diente dazu, im Konfliktfall neue Kriege zu verhindern. Als Lansky seine Aktivitäten in der Karibik und an der Westküste der Vereinigten Staaten begann, war Stacher der stille Helfer und Partner im Hintergrund. In Las Vegas fungierte er als eine Art Supervisor in den Casinos Sands und Fremont.
Jack Dragna, der lokale Boss der La Cosa Nostra in Kalifornien, war kein Freund dieser Expansion der Mobster unter Meyer Lansky nach Las Vegas. Er schickte seinen „enforcer“ (engl.: „Durchsetzer“) Jimmy „The Weasel“ Fratianno aus, um seine Rechte geltend zu machen. Moe Sedway und auch der ranghöhere Doc Stacher wurden körperlich angegriffen. Eigentlich hatte das National Crime Syndicate Las Vegas als offene Stadt vorgesehen, welche keinem Clan oder keiner Gruppe als Territorium zugeordnet war. Als Meyer Lansky deshalb Tommy Lucchese darauf ansprach, kam es zunächst zu keiner Lösung. Meyer Lansky suchte aber nicht den Konflikt, sondern bot Jack Dragna eine Beteiligung am Flamingo an, was dieser jedoch ablehnte.
1964 konnte Stacher auch dann noch seine Aktivitäten fortsetzten, als andere Mobster bereits u. a. wegen Steuerhinterziehung belangt werden konnten; allerdings war seine Rolle nicht unbemerkt geblieben und die Einwanderungsbehörde versuchte, ihn nach Polen abzuschieben.
Vor der Abschiebung nach Polen bewahrte ihn eine Regelung, die es verbot, Personen in Staaten abzuschieben, die dem kommunistischen Ostblock zuzurechnen waren. Aber es wurde ihm erlaubt, sich in Israel anzusiedeln, wobei ihm Frank Sinatra behilflich gewesen sein soll, und so emigrierte Stacher 1965 dorthin.
Dort wurde er von den Journalisten Dennis Eisenberg, Uri Dan und Eli Landau aufgesucht, die eine Biografie über Meyer Lansky planten.
Am 28. Februar 1977 starb Joseph Stacher unter ungeklärten Umständen in einem Hotel in München. Als Todesursache wurde Herzversagen angegeben. Seine Leiche wurde zurück nach Israel gebracht und dort beigesetzt.

## Nachlass
Joseph Stachers Tochter Joanne Ruth ist eine graduierte Geologin und arbeitet als Juwelen-Desigerin in Crystal Bay, Nevada, in der Nähe des Lake Tahoe. Über sie existieren abweichende Geburtsinformationen; einerseits soll sie 1952 in Los Angeles geboren worden sein; aber auch das Jahr 1950 mit Geburtsort Rom wird genannt.